# Alfonso del Portogallo (gran maestro)
Alfonso del Portogallo, Alfonso anche in spagnolo e in asturiano, Alfons in catalano, Afonso in galiziano e in portoghese, Alifonso in aragonese, Alfontso in basco e Adefonsus o Alfonsus in latino (Coimbra, 1135 – Santarém, 15 marzo 1207), è stato un Gran Maestro dell'Ordine di Malta dal 1203 al 1206.

## Origine
Era figlio illegittimo del re del Portogallo, Alfonso I e della sua amante, Flamula Trava.

## Biografia
Entrato ancora giovane a far parte dell'Ordine degli Ospedalieri, anche per via della sua influenza politica nel 1203 venne eletto in qualità di Gran Maestro. Con questa carica, si rifiutò di partecipare alla Quarta crociata contro la città cristiana di Costantinopoli. A causa però del suo carattere severo ed autoritario, divenne ben presto inviso a molti dei cavalieri dell'Ordine, portando sovente il dissenso.
Fu per questa causa, infine, che nel 1206 decise di abdicare rinunciando alla propria carica ritirandosi a vita privata nella corte portoghese ove morì nel 1207.
Alfonso fu inumato nella chiesa dedicata a San Giovanni, la Igreja de São João de Alporão, di proprietà dell'Ordine Ospedaliero di San Giovanni.

## Ascendenza
|                          |   |                       | Genitori                            |  |  | Nonni |  |  | Bisnonni              |  |  | Trisnonni             |  |
|                          |   |                       |                                     |  |  |       |  |  | Roberto I di Borgogna |  |  | Roberto II di Francia |  |
|                          |   |                       |                                     |  |  |       |  |  | Roberto I di Borgogna |  |  | Roberto II di Francia |  |
|                          |   | Costanza d'Arles      |                                     |  |  |       |  |  | Roberto I di Borgogna |  |  |                       |  |
| Enrico del Portogallo    |   |                       |                                     |  |  |       |  |  | Roberto I di Borgogna |  |  |                       |  |
|                          |   | Sibilla di Barcellona | Berengario Raimondo I di Barcellona |  |  |       |  |  |                       |  |  |                       |  |
|                          |   | Sibilla di Barcellona | Berengario Raimondo I di Barcellona |  |  |       |  |  |                       |  |  |                       |  |
|                          |   | Sibilla di Barcellona | Guilla (o Guisla) de Lluça          |  |  |       |  |  |                       |  |  |                       |  |
| Alfonso I del Portogallo |   | Sibilla di Barcellona |                                     |  |  |       |  |  |                       |  |  |                       |  |
|                          |   | Alfonso VI di León    | Ferdinando I di Castiglia           |  |  |       |  |  |                       |  |  |                       |  |
|                          |   | Alfonso VI di León    | Ferdinando I di Castiglia           |  |  |       |  |  |                       |  |  |                       |  |
|                          |   | Alfonso VI di León    | Sancha I di León                    |  |  |       |  |  |                       |  |  |                       |  |
| Teresa di León           |   | Alfonso VI di León    |                                     |  |  |       |  |  |                       |  |  |                       |  |
|                          |   | Jimena Núñez de Lara  | …                                   |  |  |       |  |  |                       |  |  |                       |  |
|                          |   | Jimena Núñez de Lara  | …                                   |  |  |       |  |  |                       |  |  |                       |  |
|                          |   | Jimena Núñez de Lara  | …                                   |  |  |       |  |  |                       |  |  |                       |  |
| Alfonso del Portogallo   |   | Jimena Núñez de Lara  |                                     |  |  |       |  |  |                       |  |  |                       |  |
|                          | … | …                     |                                     |  |  |       |  |  |                       |  |  |                       |  |
|                          | … | …                     |                                     |  |  |       |  |  |                       |  |  |                       |  |
|                          | … | …                     |                                     |  |  |       |  |  |                       |  |  |                       |  |
| …                        | … |                       |                                     |  |  |       |  |  |                       |  |  |                       |  |
|                          |   | …                     | …                                   |  |  |       |  |  |                       |  |  |                       |  |
|                          |   | …                     | …                                   |  |  |       |  |  |                       |  |  |                       |  |
|                          |   | …                     | …                                   |  |  |       |  |  |                       |  |  |                       |  |
| Flamula Trava            |   | …                     |                                     |  |  |       |  |  |                       |  |  |                       |  |
|                          |   | …                     | …                                   |  |  |       |  |  |                       |  |  |                       |  |
|                          |   | …                     | …                                   |  |  |       |  |  |                       |  |  |                       |  |
|                          |   | …                     | …                                   |  |  |       |  |  |                       |  |  |                       |  |
| …                        |   | …                     |                                     |  |  |       |  |  |                       |  |  |                       |  |
|                          |   | …                     | …                                   |  |  |       |  |  |                       |  |  |                       |  |
|                          |   | …                     | …                                   |  |  |       |  |  |                       |  |  |                       |  |
|                          |   | …                     | …                                   |  |  |       |  |  |                       |  |  |                       |  |
|                          |   | …                     |                                     |  |  |       |  |  |                       |  |  |                       |  |